# Bathycuma elongatum
Bathycuma elongatum är en kräftdjursart som beskrevs av Hansen 1895. Bathycuma elongatum ingår i släktet Bathycuma och familjen Bodotriidae. Inga underarter finns listade i Catalogue of Life.